# Стрельцов, Борис Яковлевич
Борис Яковлевич Стрельцов (также известен под двойной фамилией Стрельцов-Заль; 1896, Феодосия — 26 ноября 1937, Москва) — инженер-кораблестроитель, ректор Ленинградского кораблестроительного института (1930—1933).

## Биография
Родился в Феодосии в семье рабочих, еврей, член ВКП(б). Окончил рабфак. Пять лет служил в армии и ЧК, участник Гражданской войны, член Реввоентрибунала.
С 1923 по 1930 год учился на кораблестроительном факультете Ленинградского политехнического института. В 1930 году кораблестроительный факультет ЛПИ был выделен в самостоятельное высшее учебное заведение — Ленинградский кораблестроительный институт. 
В период с сентября 1930 по март 1933 года исполнял обязанности директора Ленинградского кораблестроительного института.
С 1933 года работал главным инженером Балтийского завода.
В 1936 году назначен главным инженером, а в 1937 году — начальником 2-го Главного управления Наркомата оборонной промышленности СССР. Был делегатом 17-го съезда ВКП(б).

## Смерть
В 1937 году многие преподаватели, сотрудники и студенты ЛКИ подверглись аресту. Б. Я. Стрельцов был арестован 7 мая 1937 года. 26 ноября 1937 года по приговору Военной коллегией Верховного суда СССР по обвинению в шпионаже и вредительстве Стрельцов Борис Яковлевич был расстрелян.
Похоронен в Москве, на Донском кладбище. Реабилитирован 22 сентября 1956 года.